# Grónská Wikipedie
Grónská Wikipedie (grónsky Wikipedia Kalaallisut) je jazyková verze Wikipedie v grónštině. V lednu 2022 obsahovala přes 800 článků a pracovali pro ni 3 správci. Registrováno bylo přes 11 000 uživatelů, z nichž bylo asi 20 aktivních. V počtu článků byla 291. největší Wikipedie.
Jedná se o největší Wikipedii v inuitském jazyce.